# Justin Anlezark
Justin ("Judo") Anlezark (Katherine, Território do Norte, 14 de agosto de 1977) é um antigo lançador de peso australiano. A sua melhor marca pessoal ao ar livre, alcançada em abril de 2003, é de 20.96 metros. Um mês antes, havia lançado 20.69 m em pista coberta, a qual é sua melhor marca indoor .
Esteve presente em três edições dos Jogos Olímpicos de Verão, mas apenas na de 2004 conseguiu atingir a final, onde foi sétimo classificado com 20.31 m.